# Браун Финдлей, Джессика
Дже́ссика Ро́уз Бра́ун Фи́ндлей (англ. Jessica Rose Brown Findlay, род. 14 сентября 1987, Кукэм, Беркшир) — британская актриса кино и телевидения, получившая известность после исполнения роли леди Сибил Кроули в телесериале «Аббатство Даунтон».

## Ранняя жизнь и образование
Родилась в Кукэме в семье финансового консультанта Кристофера Финдлея и его жены, учительницы Беверли Финдлей. Её прадед, Уильям Браун Финдлей, родившийся в Глазго, сделал своё второе имя частью фамилии. Браун Финдлей проходила обучение в труппе Национального детского балета. Когда ей было 15, её пригласили в Королевский театр Ковент-Гарден на летний сезон во время гастролей Мариинского балета.
После окончания средней школы, Браун Финдлей поступила в Лондонскую школу искусств. На втором году обучения перенесла несколько операций на лодыжке, после чего объявила, что больше не сможет танцевать. После этого она решила начать актёрскую карьеру, о которой всегда думала, но не имела возможности попробовать.

## Карьера
Была выбрана на главную роль Эмилии в фильме Ниила Маккормика «Альбатрос» в 2011 году. В это же время получила роль в двух эпизодах телесериала «Плохие» и одну из основных ролей в «Аббатстве Даунтон». Тим Бёртон рассматривал Браун Финдлей на главную роль в «Алисе в Стране чудес», но впоследствии отдал её Мии Васиковска.
Появилась во втором эпизоде фантастического телесериала «Чёрное зеркало». В 2012 году снялась в мини-сериале «Лабиринт» в роли Элэйс Пеллетье. В марте 2012 года было объявлено, что Браун Финдлей будет играть роль Беверли Пенн в фильме Акивы Голдсмана «Любовь сквозь время».
В 2020 году сыграла главную женскую роль Ленайны Краун в телесериале «Дивный новый мир» по мотивам произведения Олдоса Хаксли.

## Личная жизнь
12 сентября 2020 года вышла замуж за актёра Зигги Хита (род. 1991), с которым встречалась с конца 2016 года. 5 ноября 2022 года родила мальчиков-близнецов.

## Фильмография
| Год       |     | Русское название                                       | Оригинальное название                             | Роль                        |
| --------- | --- | ------------------------------------------------------ | ------------------------------------------------- | --------------------------- |
| 2009      | кор | Человек на мотоцикле                                   | Man on a Motorcycle                               | девушка в постели           |
| 2009—2011 | с   | Плохие                                                 | Misfits                                           | Рэйчел                      |
| 2010—2012 | с   | Аббатство Даунтон                                      | Downton Abbey                                     | леди Сибил Кроули / Брэнсон |
| 2011      | с   | Завтракать                                             | Breakfast                                         | играет саму себя            |
| 2011      | с   | Рассвет                                                | Daybreak                                          | играет саму себя            |
| 2011      | ф   | Альбатрос                                              | Albatross                                         | Эмилия                      |
| 2011      | с   | Чёрное зеркало                                         | Black Mirror                                      | Аби                         |
| 2012      | с   | Лабиринт                                               | Labyrinth                                         | Элэйс Пеллетье              |
| 2014      | ф   | Любовь сквозь время                                    | Winter's Tale                                     | Беверли Пенн                |
| 2014      | с   | Окно во двор                                           | Janela Indiscreta                                 | играет саму себя            |
| 2014      | с   | Трактир «Ямайка»                                       | Jamaica Inn                                       | Мэри Йеллан                 |
| 2014      | ф   | Шикарный                                               | Posh                                              | Рэйчел                      |
| 2014      | ф   | Колыбельная                                            | Lullaby                                           | Карен                       |
| 2014      | ф   | Клуб бунтарей                                          | The Riot Club                                     | Рейчел                      |
| 2015      | ф   | Виктор Франкенштейн                                    | Victor Frankenstein                               | Лорелея                     |
| 2015      | с   | Изгой                                                  | The Outcast                                       | Алиса Олдридж               |
| 2016      | ф   | Фантастическая любовь и где её найти                   | This Beautiful Fantastic                          | Белла Браун                 |
| 2017—2019 | с   | Куртизанки                                             | Harlots                                           | Шарлотта Уэллс              |
| 2018      | ф   | Клуб любителей книг и пирогов из картофельных очистков | The Guernsey Literary and Potato Peel Pie Society | Элизабет                    |
| 2020      | ф   | Проклятие. Призраки дома Борли                         | The Banishing                                     | Марианна                    |
| 2020      | с   | Дивный новый мир                                       | Brave New World                                   | Ленайна Краун               |
| 2022      | ф   | Мюнхен. На грани войны                                 | Munich – The Edge of War                          | Памела Легат                |
| 2022      | ф   | Висящее солнце                                         | The Hanging Sun                                   | Леа                         |
| 2025      | ф   | Мать Мария                                             | Mother Mary                                       | TBA                         |

## Работа в театре
| Год  | Пьеса     | Роль    | Театр                  |
| ---- | --------- | ------- | ---------------------- |
| 2015 | Орестея   | Электра | Алмейда                |
| 2015 | Орестея   | Электра | Trafalgar Studios      |
| 2016 | Дядя Ваня | Соня    | Алмейда                |
| 2017 | Гамлет    | Офелия  | Алмейда                |
| 2017 | Гамлет    | Офелия  | Театр Гарольда Пинтера |

## Награды и номинации
| Год  | Награда                              | Категория                                       | Фильм             | Результат |
| ---- | ------------------------------------ | ----------------------------------------------- | ----------------- | --------- |
| 2011 | Премия британского независимого кино | Самый многообещающий дебют                      | Альбатрос         | Номинация |
| 2012 | Премия газеты Evening Standard       | Самый многообещающий дебют                      | Альбатрос         | Номинация |
| 2013 | Премия Гильдии киноактёров США       | Лучший актёрский состав в драматическом сериале | Аббатство Даунтон | Победа    |
| 2014 | Премия Гильдии киноактёров США       | Лучший актёрский состав в драматическом сериале | Аббатство Даунтон | Номинация |